# Authorize.Net
Authorize.Net — электронная платёжная система, позволяющая владельцам интернет-магазинов и других коммерческих сайтов получать платежи непосредственно на этих сайтах. Система поддерживает платежи с использованием как кредитных карт, так и электронных чеков. По словам владельцев платёжной системы, база данных системы насчитывает более 248 тысяч пользователей, что делает компанию одним из крупнейших платёжных шлюзов.
В ноябре 2007 года компания Cybersource приобрела Authorize.net за $565 млн. За три года до этого, в 2004 году, фирма была куплена компанией Lightbridge за $82 млн.

## Доступные решения
Компания предоставляет свои услуги торговцам (лицам и компаниям, занимающимся продажей товаров и услуг), реселлерам (торговым посредникам) и разработчикам программного обеспечения.

### Торговля
Authorize.Net поддерживает четыре типа решений для торговых компаний:
- Веб-торговля — для приёма электронных платежей с использованием кредитных карт и электронных чеков на сайте клиента
- Розничная торговля — для создания и управления транзакциями в магазинах розничной торговли с использованием безопасного соединения с интернетом
- Торговля по почте и по телефону — для приёма электронных платежей по почте или по телефону
- Мобильная торговля — для приёма электронных платежей с мобильных устройств

### Перепродажа
Authorize.Net предоставляет программы перепродажи для независимых обслуживающих организаций (ISO) и поставщиков торговых услуг (MSP), занимающихся созданием счетов в коммерческих банках.

### Партнёрство
Authorize.Net сотрудничает с веб-разработчиками, торговыми консультантами, поставщиками услуг интернета, хостинговыми компаниями, продавцами программного обеспечения и другими партнёрскими компаниями.

## Предоставляемые услуги
Authorize.Net предоставляет торговым компаниям различные наборы стандартных услуг, а также дополнительные продукты и сторонние решения:
|                                             | Веб-торговля | Розничная торговля | Торговля по почте и телефону | Мобильная торговля |
| ------------------------------------------- | ------------ | ------------------ | ---------------------------- | ------------------ |
| Стандартные функции                         |              |                    |                              |                    |
| Интернет-соединение                         | да           | да                 | да                           | да                 |
| Техническая поддержка                       | да           | да                 | да                           | да                 |
| Веб-интерфейс                               | да           | да                 | да                           | да                 |
| Безопасность                                | да           | да                 | да                           | да                 |
| Виртуальный терминал                        | да           |                    | да                           |                    |
| Пакетная заливка                            | да           |                    | да                           |                    |
| Дополнительные продукты                     |              |                    |                              |                    |
| Повторяющиеся платежи                       | да           |                    | да                           |                    |
| Электронные чеки                            | да           |                    | да                           |                    |
| Защита от мошенничества                     | да           |                    |                              |                    |
| Сторонние решения                           |              |                    |                              |                    |
| Сертифицированные решения                   | да           |                    |                              |                    |
| Журнал «Практическая электронная коммерция» | да           |                    | да                           |                    |
| SSL-сертификаты от Comodo                   | да           |                    |                              |                    |
| Trustwave                                   | да           | да                 | да                           | да                 |
| Решения для терминалов розничной торговли   |              | да                 |                              | да                 |
| Сертифицированные веб-разработчики          | да           | да                 | да                           | да                 |
| Сертифицированные провайдеры                | да           |                    |                              |                    |